# Dulcibella camanchaca
Dulcibella camanchaca é um crustáceo da ordem dos anfípodes que vive na Fossa do Atacama, a quase 8 mil metros de profundidade; mede cerca de 4 centimetros, o dobro do usual entre outros anfípodes, e é um predador, sendo o primeiro caso de um predador descoberto em zonas tão profundas.
A espécie, descoberta numa expedição em 2023, foi batizada como Dulcibella em homenagem à personagem Dulcineia, de Dom Quixote (várias géneros de anfípodes têm sido designados com nomes de personagens de Dom Quixote) e camanchaca por ser a palavra para "escuridão" (o animal vive em profundezas escuras) nalgumas línguas dos Andes.